# О. Джей: Сделано в Америке
«О. Джей: Сделано в Америке» (англ. O.J.: Made in America) — американский документальный фильм, снятый Эзрой Эдельманом. Мировая премьера ленты состоялась 22 января 2016 года на Санденском кинофестивале. Почти восьмичасовая картина является самой долгой по продолжительности в истории, получавшей награду Американской академии "Оскар".  На 89-й церемонии вручения премии фильм одержал победу в категории "Лучший Документальный Полнометражный Фильм".
Фильм рассказывает о спортсмене и актёре О. Джей Симпсоне, начиная с его прихода в университетский футбольный клуб и заканчивая 2007 годом — временем судебного процесса над ним. История Симпсона развивается на фоне межрасовой напряженности и столкновений афроамериканской общины Лос-Анджелеса с полицией.

## Производство
Производство фильма началось в феврале 2014 года. Режиссёр Эзра Эдельман сначала отказался от съемок, заявив, что про О. Джей Симпсона уже всё рассказано, но в конце концов изменил своё мнение. Для фильма было записано 72 интервью с людьми, связанными с О. Джей Симпсоном, включая его коллег, друзей, знакомых и участников судебного процесса.

## Восприятие

### Критика
Фильм получил положительные отзывы от кинокритиков. На веб-сайте Rotten Tomatoes картина имеет рейтинг 100 % по итогу 38 рецензий, а её средний балл составляет 9,7/10.
На Metacritic фильм получил 96 баллов из 100 на основании 21 рецензии, что считается «всеобщим одобрением».

### Награды и номинации
| Список наград и номинаций                | Список наград и номинаций | Список наград и номинаций                | Список наград и номинаций             | Список наград и номинаций | Список наград и номинаций |
| Кинопремия                               | Дата церемонии            | Категория                                | Номинант(ы)                           | Результат                 | Дж                        |
| ---------------------------------------- | ------------------------- | ---------------------------------------- | ------------------------------------- | ------------------------- | ------------------------- |
| Cinema Audio Society Awards              | 18 февраля 2017           | Лучший звук в документальном фильме      | Кит Годне, Эрик Ди Стефано            | Номинация                 | [ 5 ]                     |
| Cinema Eye Honors                        | 11 февраля 2017           | Лучший документальный фильм              | «О. Джей: Сделано в Америке»          | Номинация                 | [ 6 ]                     |
| Cinema Eye Honors                        | 11 февраля 2017           | Лучший режиссёр                          | Эзра Эдельман                         | Номинация                 | [ 6 ]                     |
| Cinema Eye Honors                        | 11 февраля 2017           | Лучший монтаж                            | Брет Гранато, Мая Мумма, Бен Созански | Номинация                 | [ 6 ]                     |
| Cinema Eye Honors                        | 11 февраля 2017           | Лучший продюсер                          | Эзра Эдельман, Керолайн Вотерло       | Номинация                 | [ 6 ]                     |
| Cinema Eye Honors                        | 11 февраля 2017           | Лучшая музыка                            | Гари Лионелли                         | Номинация                 | [ 6 ]                     |
| Ассоциация кинокритиков Остина           | 28 декабря 2016           | Лучший документальный фильм              | «О. Джей: Сделано в Америке»          | Номинация                 | [ 7 ] [ 8 ]               |
| Американский институт киноискусства      | 6 января 2017             | Специальная награда                      | «О. Джей: Сделано в Америке»          | Победа                    | [ 9 ] [ 10 ]              |
| Кинопремия «Готем»                       | 28 октября 2016           | Лучший документальный фильм              | «О. Джей: Сделано в Америке»          | Победа                    | [ 11 ] [ 12 ]             |
| Премия Гильдии продюсеров США            | 28 января 2017            | Лучший продюсер документального фильма   | Эзра Эдельман, Керолайн Вотерло       | Победа                    | [ 13 ]                    |
| Премия Гильдии режиссёров США            | 4 февраля 2017            | Лучший режиссёр документального фильма   | Эзра Эдельман                         | Победа                    | [ 14 ]                    |
| Премия документалистики «Выбор критиков» | 3 октября 2016            | Лучший документальный фильм              | «О. Джей: Сделано в Америке»          | Победа                    | [ 15 ] [ 16 ]             |
| Премия документалистики «Выбор критиков» | 3 октября 2016            | Лучший режиссёр                          | Эзра Эдельман                         | Победа                    | [ 15 ] [ 16 ]             |
| Премия документалистики «Выбор критиков» | 3 октября 2016            | Лучший политический документальный фильм | «О. Джей: Сделано в Америке»          | Номинация                 | [ 15 ] [ 16 ]             |
| Премия документалистики «Выбор критиков» | 3 октября 2016            | Лучший спортивный документальный фильм   |                                       | Победа                    | [ 15 ] [ 16 ]             |
| Премия документалистики «Выбор критиков» | 3 октября 2016            | Лучший завершенный документальный сериал | «О. Джей: Сделано в Америке»          | Победа                    | [ 15 ] [ 16 ]             |
| Премия «Независимый дух»                 | 25 февраля 2017           | Лучший документальный фильм              | «О. Джей: Сделано в Америке»          | Победа                    | [ 17 ]                    |